# Liviu Rebreanu
Liviu Rebreanu (ur. 27 listopada 1885 r. w Târlișua, okręg Bistrița-Năsăud, zm. 1 września 1944 r. w Valea Mare, okręg Ardżesz) – rumuński powieściopisarz, dramaturg, autor nowel i dziennikarz.
Od 1908 zamieszkały w Bukareszcie, gdzie pracował z wieloma czasopismami, 1928–1930 i 1940–1944 dyrektor Teatru Narodowego, członek Akademii Rumuńskiej, wielokrotny przewodniczący związku pisarzy rumuńskich.
Większość swoich dzieł poświęcił wsi siedmiogrodzkiej, koncentrując się na okresie I wojny światowej i powstań chłopskich w 1907. W jego twórczości można wyodrębnić trzy okresy: 1907–1917, kiedy pisał realistyczne nowele z elementami naturalistycznymi (Frământări, 1912), 1917–1933, kiedy stworzył głośne powieści realistyczne (Ion, 1920, Las wisielców, 1922, Bunt, 1933) i od 1933, kiedy, zainteresowany głównie sukcesami komercyjnymi, pisał powieści sensacyjne i detektywistyczne. Autor nowel i komedii obyczajowych oraz przekładów z języka rosyjskiego (m.in. dzieła Antona Czechowa i Fiodora Dostojewskiego).